# Trogon
Trogon – rodzaj ptaków z rodziny trogonów (Trogonidae).

## Zasięg występowania
Rodzaj obejmuje gatunki występujące w Ameryce.

## Morfologia
Długość ciała 23–35 cm; masa ciała 38–141 g.

## Systematyka

### Etymologia
- Trogon: gr. τρωγων trōgōn „owocożerny, gryzący”, od τρωγω trōgō „gryźć”[13].
- Curucujus: epitet gatunkowy Trogon curucui Linnaeus, 1766; tupijska nazwa Surucuí dla jakiegoś małego ptaka[14]. Gatunek typowy: Trogon melanurus Swainson, 1838.
- Trogonurus: rodzaj Trogon Brisson, 1760; gr. ουρα oura „ogon”[15]. Gatunek typowy: Trogon collaris Vieillot, 1817.
- Aganus: gr. αγανος aganos „delikatny, łagodny”[16]. Gatunek typowy: Trogon violaceus J.F. Gmelin, 1788.
- Hapalophorus: gr. ἁπαλοφορος hapalophoros „noszenie delikatnej szaty”, od ἁπαλος hapalos „delikatny”; -φορος -phoros „noszenie”, od φερω pherō „nosić”[17]. Gatunek typowy: Trogon surrucura Vieillot, 1817.
- Harpaleus: gr. ἁρπαλεος harpaleos „ponętny, czarujący”, od ἁρπαζω harpazō „porwać, chwytać”[18]. Gatunek typowy: Trogon melanurus Swainson, 1838.
- Pothinus: gr. ποθεινος potheinos „pożądany, upragniony”[19]. Gatunek typowy: Trogon atricollis Vieillot, 1817 (= Trogon rufus J.F. Gmelin, 1788).
- Troctes: τρωκτης trōktēs „dający się gryźć”, od τρωγω trōgō „gryźć”[20]. Gatunek typowy: Trogon melanurus Swainson, 1838; młodszy homonim Troctes Burmeister, 1839 (Psocoptera).
- Eutroctes: gr. ευ eu „ładny”; τρωκτης trōktēs „dający się gryźć”, od τρωγω trōgō „gryźć”[21]. Nowa nazwa dla Troctes Cabanis & F. Heine Sr., 1863.
- Microtrogon: gr. μικρος mikros „mały”; rodzaj Trogon Brisson, 1760[22]. Gatunek typowy: Trogon ramonianus Deville & Des Murs, 1849; młodszy homonim Microtrogon Bertoni, 1901 (Bucconidae).
- Chrysotrogon: gr. χρυσος khrusos „złoto”; rodzaj Trogon Brisson, 1760[23]. Gatunek typowy: Trogon caligatus Gould, 1838.

### Podział systematyczny
Do rodzaju należą następujące gatunki:

- Trogon clathratus Salvin, 1866 – trogon kostarykański
- Trogon massena Gould, 1838 – trogon krasnodzioby
- Trogon comptus J.T. Zimmer, 1948 – trogon białooki
- Trogon mesurus (Cabanis & F. Heine Sr., 1863) – trogon ekwadorski
- Trogon melanurus Swainson, 1838 – trogon czarnosterny
- Trogon chionurus P.L. Sclater & Salvin, 1871 – trogon niebieskogrzbiety
- Trogon melanocephalus Gould, 1836 – trogon czarnogłowy
- Trogon citreolus Gould, 1835 – trogon cytrynowy
- Trogon viridis Linnaeus, 1766 – trogon białosterny
- Trogon bairdii Lawrence, 1868 – trogon panamski
- Trogon caligatus Gould, 1838 – trogon wyżynny
- Trogon ramonianus Deville & Des Murs, 1849 – trogon amazoński
- Trogon violaceus J.F. Gmelin, 1788 – trogon fioletowogłowy
- Trogon curucui Linnaeus, 1766 – trogon niebieskogłowy
- Trogon surrucura Vieillot, 1817 – trogon czerwonobrzuchy
- Trogon tenellus Cabanis, 1862 – trogon modrosterny[a]
- Trogon cupreicauda (Chapman, 1914) – trogon stokowy[a]
- Trogon rufus J.F. Gmelin, 1788 – trogon czarnogardły[25]
- Trogon chrysochloros von Pelzeln, 1856 – trogon żółtobrzuchy[a]
- Trogon elegans Gould, 1834 – trogon nadobny
- Trogon mexicanus Swainson, 1827 – trogon górski
- Trogon collaris Vieillot, 1817 – trogon obrożny
- Trogon personatus Gould, 1842 – trogon maskowy